# ۷۹۲ (میلادی)
۷۹۲ (میلادی) هفتصد و نود و دومین سال تقویم میلادی است.

## امپراتوری بیزانس
کنستانتین ششم امپراتور وقت بیزانس در سال ۷۹۲ به دلیل ناتوانی در امور مادرش ایرنه را دوباره به قدرت گذشته بازگرداند و او را به عنوان شریک امپراتور و خود را به عنوان شریک امپراتریس معرفی کرد و دستور داد سکه های مشترک امپراتوری خود و مادر را بزنند این عمل کنستانتین یکی از بدترین تصمیمات او بود که ۵ سال بعد به برکناری و مرگش توسط مادرش تمام می شود.

## زادگان
- آدریان دوم، از پاپ‌های کلیسای کاتولیک رم

## درگذشتگان
‎